# Star Wars IV. rész – Egy új remény
A Star Wars IV: Egy új remény (eredeti cím: Star Wars, később: Star Wars: Episode IV – A New Hope) 1977-ben bemutatott amerikai sci-fi, amelynek címe az eredeti Csillagok háborúja című film retronim elnevezése. Ezzel a George Lucas által rendezett filmmel indult el a kilenc részből álló Csillagok háborúja mozifilm-sorozat.
A filmet 1977. május 25-én mutatták be a mozikban, ahol néhány hét alatt a filmtörténelem egyik legsikeresebb alkotása lett több mint 798 millió dolláros bevétellel világszerte. Ekkor még szimplán Csillagok háborúja volt a címe (ahogyan a regényváltozatnak is), valószínűleg a forgalmazó nyomására, arra az esetre készülve, ha a film megbukna és nem tudnák elkészíteni a Lucas által eleve tervbe vett folytatásokat. A siker hatására a nyolcvanas évek elejétől már a Lucas által tervezett epizódokra utaló címekkel vetítették. Szerepel az 1001 film, amit látnod kell, mielőtt meghalsz című könyvben.
A film cselekménye 19 évvel a Galaktikus Birodalom megalapítása után kezdődik: befejeződött a Halálcsillag építése – azé a fegyveré, amely képes elpusztítani egy egész bolygót. Miután Leia hercegnő, a lázadók szövetségének vezére megszerezte az egyedülálló fegyver titkos terveit abban a reményben, hogy talál rajta gyenge pontot, a birodalom elfogja és bezárja őt a Halálcsillag börtönébe. Eközben Luke Skywalker találkozik Obi-Wan Kenobival, aki remeteségben él a Tatuin bolygón. Miután Luke házát lerombolják a rohamosztagosok Obi-Wan megkezdi Luke jedivé való kiképzését, és együtt kiszabadítják a hercegnőt a Birodalom karmai közül. A film szöveges nyitó sorai szerint: „A polgárháború idejét éljük. A lázadók rejtett bázisáról felszálló űrvadászgépei először arattak győzelmet a gonosz Galaktikus Birodalom felett. // A harc közben a lázadók kémeinek sikerült megszerezniük a Birodalom csodafegyverének, a Halálcsillagnak a titkos tervrajzait – ez a felfegyverzett űrállomás elég erős ahhoz is, hogy akár egy egész bolygót elpusztítson. // Leia hercegnő, nyomában a birodalom elvetemült ügynökeivel, hazafelé száguld űrhajóján, a fedélzeten a tervekkel, melyek megmenthetik népét és visszaállíthatják galaxisa szabadságát...”
Réges-régen, egy messzi-messzi galaxisban...

## Áttekintés
A film pénzügyileg minden idők legsikeresebb filmje volt.
Az Amerikai Filmintézet 15. helyen rangsorolta a 20. század legjobb száz filmje között, de a filmet nem mindenki szereti. Sokan hibáztatják, hogy felgyorsította a trendet a speciális effektusok köré épített filmek gyártására. Mások szerint ez a trend természetes következménye a gazdasági és technikai fejlődésnek a filmiparban.
A külföldi rajongók körében a filmet újabban ANH-ként (A New Hope) ismerik. Az epizód eredetileg szimplán a Star Wars, azaz Csillagok háborúja címen debütált, csak később látták el az epizódot az „Egy új remény” alcímmel. Ha a „Csillagok háborúja” c. filmről esik szó, így egyes számban, az többnyire manapság is ezt az elsőként megjelent epizódot jelöli. Ami az alcím jelentését illeti: az több mindenre utalhat. Egy kézenfekvő értelmezés szerint az új remény maga Luke Skywalker, a főhős, hiszen csak ő lehet képes szembeszállni az Uralkodóval és Vaderrel; de lehetséges olyan értelmezés is, miszerint a Halálcsillag elpusztítása adott új reményt a felkelésnek, mert ez a legyőzhetetlennek hitt fegyver legyőzhetetlenné tette volna a Birodalmat is.
1997-ben a filmet digitálisan újra feldolgozták és a bemutató 20. évfordulójára újra kiadták Különleges kiadás (angolul: Special Edition) néven. Ez a kiadás olyan filmrészleteket is tartalmaz, melyek nem voltak benne az eredetiben; a legjelentősebb a Han Solo és Jabba, a hutt közti beszélgetés, valamint más kisebb hozzáadások és vizuális javítások. Néhány hozzáadott részlet bele volt tervezve az eredeti filmbe is, de a technológia akkori állása miatt nem voltak lehetségesek. A különleges kiadás olyan filmrészleteket is tartalmaz, amelyek a régi kiadásban is benne voltak, de a cselekményt megváltoztatták. Ezek a változtatások vegyes fogadtatásra találtak, egyes rajongók szerint gyengítik a filmet.
Újabb változtatásokat végeztek el a filmen 2004-ben, mikor kiadták DVD formátumban. Néhány kivétellel ezek csak apró vagy kozmetikai változtatások voltak. A trilógián apró, de a régi rajongók egyre erősödő kritikáját kiváltó újabb változtatásokat hajtottak végre a 2011-es blu-ray lemezes változat számára.

## Cselekmény

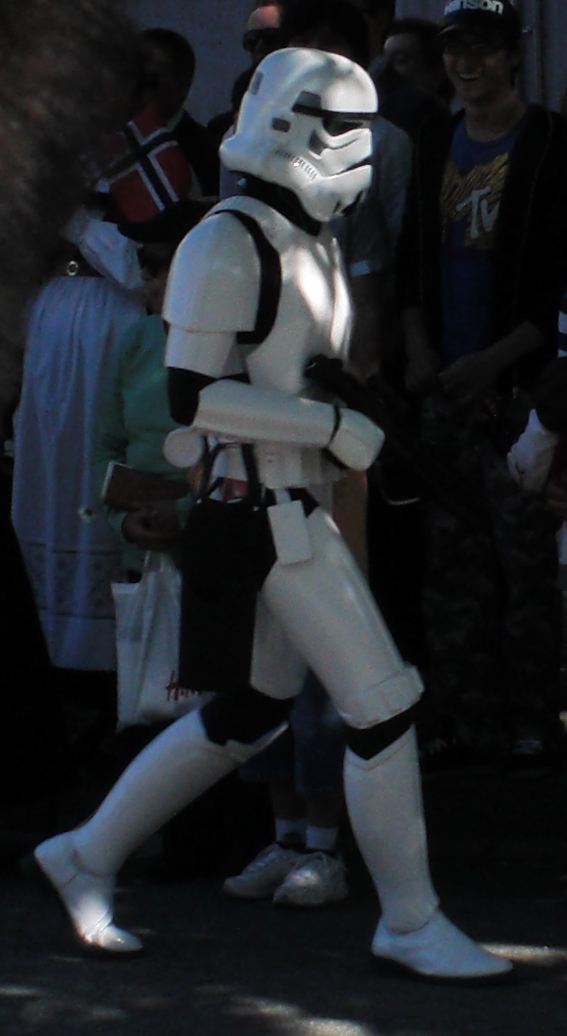
Birodalmi rohamosztagosnak öltözött rajongó – Az Egy új Remény körül világszerte óriási rajongótábor alakult ki, számos jelmez és egyéb filmelem vált kulturális emblémává

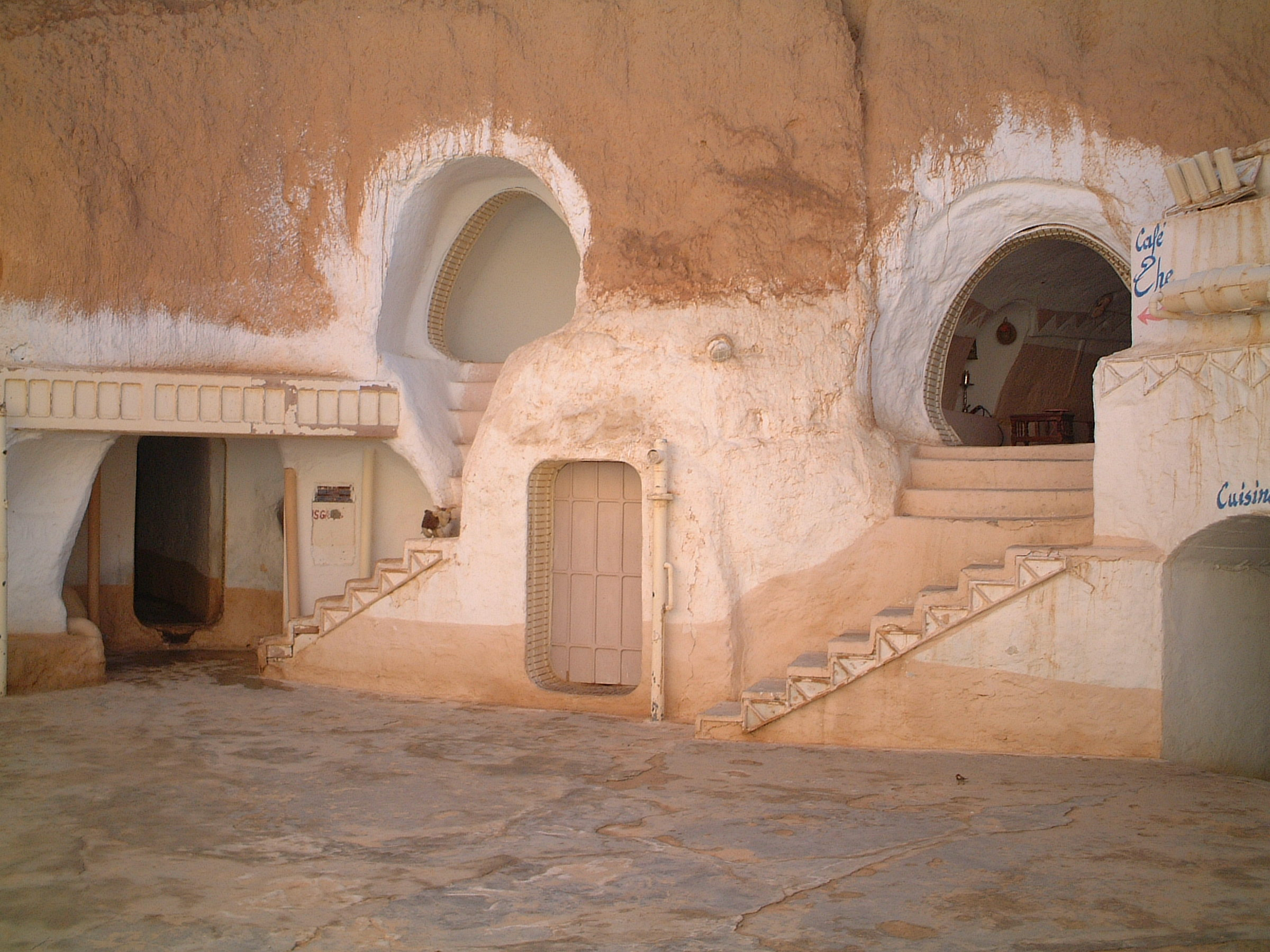
Az egyik forgatási helyszín: hagyományos földalatti építmény, a Hotel Sidi Driss belső udvara (Matmâta, Tunézia) – a filmben Luke családjának háza

Leia hercegnő űrhajóját egy birodalmi csillagromboló üldözi, és el is fogja, majd heves harc során elfoglalják a birodalmi rohamosztagosok, akiket személyesen Darth Vader, a birodalmi hadsereg operatív hadura vezet. A hercegnő a Birodalom új csodafegyverének, a Halálcsillagnak a tervrajzát szállítja a Lázadókhoz, Darth Vader ezt mindenképpen meg akarja akadályozni.
A hajón lévő egyik droidot (robotot), R2-D2-t Leia hercegnő azzal a titkos küldetéssel bízza meg, hogy egy mentőkabinnal szálljon le a Tatuin bolygón, és a terveket juttassa el egy bizonyos Obi-Wan Kenobi tábornokhoz, aki a bolygón él valahol. A birodalmi tüzérség észleli a távozó mentőkabint, de mivel nem észlelnek rajta élőlényt, nem semmisítik meg. Vader mégis utánaküld egy osztagot, mert sejti, hogy csak a kabinban lehetnek a keresett tervrajzok.
R2-D2 és társa, C-3PO sikeresen landol a Tatuin homoksivatagában, de helybéli, ócskavas- és használtcikk-kereskedésből élő lények, dzsavák (angolul: jawa) fogják el őket, akik több robot mellett mindkettejüket felkínálják eladásra Owen Lars párafarmernek, Luke nagybátyjának. A birodalmi katonák közben megtalálják az elszökött mentőkabint, és egy – a leszállás során valamelyik droidról levált – burkolatrészt is találnak, így elkezdik keresni a droidokat.
A két robot így jut a sorozat egyik főhőse, a Tatuinon élő Luke Skywalker birtokába. Luke az R2-es tisztítása során véletlenül felfedezi, hogy a kisebbik droid egy rejtett holografikus üzenetet tartalmaz egy titokzatos és vonzó nőtől, Leia hercegnőtől egy Obi-Wan Kenobi nevű embernek. Luke-nak csak az üzenet egy részletét sikerül előhívnia a droidból: „Segítsen, Obi-Wan Kenobi! Ön az utolsó reményem!”. Luke érdeklődik családjánál Kenobi után, de nagybátyját láthatóan kellemetlenül érintik ezek a kérdések. Végül annyit hajlandó elmondani, hogy talán Ben Kenobiról, egy közelben lakó, remeteként élő fura öregemberről lehet szó, bár valószínűbb, hogy olyasvalakiről, aki már halott.
R2-D2 éjszaka megszökik és elindul, hogy megkeresse Obi-Want. Luke reggel a keresésére indul C-3PO-val. Sikerül megtalálniuk a robotot, de közben a sivatagban portyázó, nomád életet élő, emberszabású, de a telepesek által (nem indokolatlanul) rettegett szörnyetegek, buckalakók támadják meg őket, akik Luke esetleg értékes felszerelést tartalmazó terepsiklóját akarják el-, de legalábbis kirabolni. Luke ijedtében elájul. Ekkor egy különös, rémisztő, kámzsás-csuklyás alak érkezik, aki még a taszkeneknél is ijesztőbb, és akitől láthatóan még azok is félnek. A rablók el is menekülnek. Ekkor kiderül, hogy az újonnan érkezett lény – egy öregember, és miután eszméletre téríti Luke-ot, az is rögtön kiderül, hogy nem más, mint Obi-Wan Kenobi, aki Ben Kenobi álnéven él a környéken.
Kenobi otthonában Obi-Wan átadja Luke-nak az apja fénykardját, és elmondja, hogy Luke apja egykor jedi lovag volt, a köztársaságkori Galaxis békéjén és biztonságán őrködő elit testület egyik tagja, mígnem egy Darth Vader nevű áruló, a Birodalom oldalára áttért exjedi, Kenobi tanítványa és életének legnagyobb tévedése, meg nem ölte, ahogyan számos más jedit is. Ezután közösen megnézik az R2-D2 tárolta teljes üzenetet, amiben Leia hercegnő elmondja, hogy R2-D2 memóriája a felkelés számára létfontosságú információkat (tervrajzokat) tartalmaz. Azt kéri Obi-Wantól, hogy juttassa el ezeket az Alderaan bolygóra. Idős korára hivatkozva Kenobi arra kéri Luke-ot, hogy a droidot és a terveket ő vigye el az Alderaan bolygóra. Luke vonakodik, de miután arra tér haza, hogy a birodalmi katonák lemészárolták a családját, elhatározza, hogy csatlakozik Obi-Wanhoz.
Közben Darth Vader a Halálcsillagon, ahol Leiát fogva tartják, vallató droiddal próbálja kiszedni Leiából az információt arról, merre van a Lázadó Szövetség titkos bázisa. Leia sikeresen ellenáll a kínzásnak. Az űrállomás parancsnoka, Tarkin tábornok taktikát változtat és Leia otthona, az Alderaan bolygó megsemmisítésével fenyegetőzik, ha nem vall. Leia végül azt mondja, hogy a lázadók a Dantuin bolygón vannak, azonban az admirális mégis megsemmisíti az Alderaant, hogy ezáltal megmutassa a Galaxisnak a Halálcsillag erejét. A Dantuinhoz küldött birodalmi cirkáló megtalálja a Lázadók bázisát, de azt régen elhagyták: Leia tehát szintén becsapta a birodalmiakat, ezért a bosszús Tarkin elrendeli a kivégzését.
Közben a cselekmény újra Obi-Wanra és Luke-ra terelődik. Amint terepsiklójukkal és a két droiddal Mos Eisley űrkikötőjébe érnek, birodalmi rohamosztagosok tartóztatják fel őket. Kenobi az Erő segítségével egy jedi elmetrükköt (afféle hipnotikus akaratátvitelt) alkalmaz: elhiteti a katonákkal, hogy nem a náluk lévő két droidot keresik. Ezután találkoznak két újabb főhőssel, Han Solo teher- és csempészhajó-kapitánnyal, valamint első tisztjével, a majomszerű kinézetű vukival, Csubakkával egy kantinban, akik magas jutalom ellenében vállalkoznak rá, hogy elviszik őket az Alderaanra. Solo amúgy is utálja a birodalmiakat, mivel csempészettel foglalkozik, amit a birodalmi hatóságok nagyon megnehezítenek. Továbbá a pénzre is szüksége van, mivel főnökének, Jabba gengszterfőnöknek egy elfogott, kárba veszett szállítmány ellenértékeként jelentős összeggel tartozik, és Jabba már utána is küldte fejvadászait. Egyikük (a neve a szövegkönyv és a felújított változat szerint Greedo) meg is próbálja feltartóztatni, de Solo a kantinban rövid szóváltás után lelövi.
Közben a birodalmi rohamosztagosok rábukkannak a nyomukra és nagy számban hőseinkre támadnak. A Millennium Falconnak csak az utolsó percben sikerül felszállnia. A bolygórendszerbe egyre nagyobb számban érkező csillagrombolók közül egy háromtagú raj is sikertelenül próbálja feltartóztatni a csempészhajót.
Az út ideje alatt Kenobi elkezdi Luke tanítását az Erő útjain. Solo, aki keresztül-kasul bejárta a galaxist, szkeptikus az Erő létezésével kapcsolatban, de Luke-nak a szemét takaró sisakban sikerül érzékelnie a lebegő gyakorlógömb helyét, mialatt fénykarddal hárítja annak támadásait.
Az Alderaanhoz érkezve (legalábbis ahol a bolygónak kellene lennie), már csak sebesen távolodó sziklatörmelékeket találnak. Üldözőbe vesznek egy rövid hatótávú TIE-vadászt, mert félnek, hogy az értesíti hollétükről a birodalmi flottát, de túl későn veszik észre a hajó célját, a Halálcsillagot (amit Luke először, hatalmas mérete miatt természetes holdnak gondol). A Halálcsillag elfogja a teherhajót, vonósugarakkal bevontatja, így Luke-nak és útitársainak nincs más választása, mint elrejtőzni a hajó csempészrekeszeiben. Mielőtt a birodalmiak alaposabban átkutatnák a hajót, a társaság kilopódzik. R2-D2 rákapcsolódik a számítógépes hálózatra, hogy megtudják, hol kell a vonósugarat kikapcsolni a szökéshez, de azt is megtudják, hogy Leiát melyik börtöncellában őrzik. Kenobi elindul, hogy hatástalanítsa a vonósugarakat, míg az öregember tudta nélkül (és Solo meglehetős ellenkezése dacára) Luke, Han és Csubakka elindulnak a börtönblokkba a hercegnőt szabadítani. A Falconban ártalmatlanná tett rohamosztagosok egyenruhájába öltöznek, és látszólag megbilincselik Csubakkát, mintha fogoly lenne. Így meglehetősen akadálytalanul eljutnak a börtöncelláig, kiszabadítják Leiát, de a visszaút már sokkal bajosabb: a birodalmiak rájönnek az ottlétükre, és megtámadják őket. Egy szemétpréselőn keresztül szöknek meg (ami majdnem szétlapítja őket). Közben Kenobi hatásosan hatástalanítja a vonósugarat, és visszatér az űrhajóhoz, de meglepetésére úgy találja, hogy Luke és Han harcban állnak az üldöző rohamosztagosokkal, sőt már maga Vader is feltűnik a színen. Kenobi szembeszáll Vaderrel, hogy a többiek menekülni tudjanak.
Kenobi, a Mester és egykori tanítványa, Vader – aki immáron magát nevezi mesternek – összecsapnak, Kenobi azt mondja Vadernek harc közben: „ha most halálra sújtasz, nagyobb erőm lesz, semmint azt el tudnád képzelni”. Ezzel Kenobi valószínűleg arra gondolt, hogy halálával szellem alakban visszatérhet, hogy tovább tanítsa Luke-ot. Vader valóban megöli és Kenobi holtteste pillanatokon belül eltűnik, Vader hiába kotorja át lábával tanácstalanul az öregember ruháit, azokban nincs senki.
Luke, Leia, Han és Csubakka több vadászgépet lerázva elérnek a lázadók rejtekhelyére és átadják a terveket a lázadók vezetőinek. Nem tudnak róla (bár Leia sejti), hogy Tarkin tudatosan hagyta őket elmenekülni, azért, hogy követhesse őket a rejtekhelyükre, ami a Yavin bolygó egyik holdja. Amíg a Halálcsillag megérkezik a Yavin-rendszerbe, a felkelők átvizsgálják az R2-D2 memóriájában raktározott műszaki adatokat, és sikerül egy gyenge pontot találniuk: egy 2 méter átmérőjű hőelvezető aknát, amely egészen a Halálcsillag főreaktoráig vezet.
Ekkor a film cselekménye átvált a pilóták eligazítására (akikhez közben Luke Skywalker is csatlakozott). A terv az, hogy egyszemélyes vadászgépekkel fogják megtámadni a Halálcsillagot, és megkísérlik protontorpedókkal eltalálni a hőelvezető-nyílást. Han Solo kijelenti, hogy őt csak a hercegnő kiszabadításáért járó jutalom érdekli, a Halálcsillag megtámadását öngyilkos vállalkozásnak tartja, amiben nem akar részt venni.
A film hátralevő része a harcot mutatja be. Az X-szárnyú és Y-szárnyú vadászokból álló kötelék elindul a Halálcsillag ellen. Mivel túl parányiak ahhoz, hogy az állomás lézerágyús légvédelme érzékelje őket (hiszen ki lenne olyan őrült, hogy ilyen kis hajókkal támadjon meg egy harci bázist), a birodalmiak bevetik ellenük híres TIE-vadászaikat. Maga Darth Vader is hajóra száll. Egyre több és több felkelő pusztul el, köztük Luke barátja, Biggs Darklighter is, és már kétségessé válik a küldetés sikere. Közben Luke többször is hallani véli Kenobi hangját, amint azt mondja neki: „használd az Erőt, Luke!”. Solo segítségével (aki a döntő pillanatban megjelenik és kísérői lelövésével elvonja Vader figyelmét, akinek gépe egy másik vadász roncsaival való ütközés miatt irányíthatatlanná válik és eltávolodik Luke-tól) végül is sikerül eltalálnia a nyílást és ezzel elpusztítja a Halálcsillagot, hatalmas veszteséget okozva ezzel a Birodalomnak.
Később, miután ünnepélyes keretek között elhaladnak a Lázadók katonáinak sorfala előtt, Luke Skywalker és Han Solo Leia hercegnőtől egy-egy kitüntetést kap.
A cselekmény a Csillagok háborúja V: A Birodalom visszavág c. epizódban folytatódik.

## Szereplők
| Szereplő                       | Színész                   | Magyar hang            | Magyar hang            | Magyar hang            | Leirás |
| Szereplő                       | Színész                   | 1. szereposztás (1984) | 2. szereposztás (1995) | 3. szereposztás (1997) | Leirás |
| ------------------------------ | ------------------------- | ---------------------- | ---------------------- | ---------------------- | --- |
| Luke Skywalker                 | Mark Hamill               | Kassai Károly          | Stohl András           | Stohl András           | Egy fiatal felnőtt, akit nagynénje és nagybátyja nevelte fel a Tatuin-on, aki a jelenlegi életénél többről álmodik és megismeri az Erőt és a Jediket. |
| Han Solo                       | Harrison Ford             | Csernák János          | Csernák János          | Csernák János          | Cinikus csempész és az Ezeréves Sólyom kapitánya. |
| Leia Organa                    | Carrie Fisher             | Bencze Ilona           | Kovács Nóra            | Kovács Nóra            | Az Alderaan bolygó hercegnője, aki a birodalmi szenátus tagja, és titokban a Lázadók Szövetségének egyik vezetője.                                    |
| Obi-Wan "Ben" Kenobi           | Alec Guinness             | Szabó Ottó             | Szabó Ottó             | Szabó Ottó             | Idős Jedi mester és a klónok háborújának veteránja, aki bemutatja Luke-nak az Erőt.                                                                   |
| Anakin Skywalker / Darth Vader | David Prowse              | Kristóf Tibor          | Hollósi Frigyes        | Hollósi Frigyes        | Obi-Wan egykori Jedi tanítványa, aki átállt az Erő sötét oldalára.                                                                                    |
| Anakin Skywalker / Darth Vader | James Earl Jones (hangja) | Kristóf Tibor          | Hollósi Frigyes        | Hollósi Frigyes        | Obi-Wan egykori Jedi tanítványa, aki átállt az Erő sötét oldalára.                                                                                    |
| C-3PO                          | Anthony Daniels           | Szatmári István        | Maros Gábor            | Maros Gábor            | A Lázadókhoz kötődő protokolldroid, aki "több mint hatmillió kommunikációs formát tud folyékonyan".                                                   |
| R2-D2                          | Kenny Baker               | Eredeti hang           | Eredeti hang           | Eredeti hang           | Egy asztromech droid és C-3PO társa, aki a Halálcsillag terveit és Leia hercegnő titkos üzenetét hordozza Obi-Wannak.                                 |
| Csubakka                       | Peter Mayhew              | Eredeti hang           | Eredeti hang           | Eredeti hang           | Han Solo segédje és az Ezeréves Sólyom első tisztje.                                                                                                  |
| Wilhuff Tarkin                 | Peter Cushing             | Versényi László        | Versényi László        | Versényi László        | A Galaktikus Birodalom nagymoffja és a Halálcsillag parancsnoka.                                                                                      |
| Owen Lars                      | Phil Brown                | Füzessy Ottó           | Makay Sándor           | Makay Sándor           | Farmer a Tatuinon, Luke nagybátyja. |
| Beru Whitesun-Lars             | Shelagh Fraser            | Martin Márta           | Bajza Viktória         | Bajza Viktória         | Owen felesége, Luke nagynénje. |
| Greedo                         | Paul Blake                | Szokol Péter           | Botár Endre            | Eredeti hang           | Jabba Rodian-i fájba tartozó fejvadásza. |
| Greedo                         | Larry Ward (hangja)       | Szokol Péter           | Botár Endre            | Eredeti hang           | Jabba Rodian-i fájba tartozó fejvadásza. |
| Vanden Willard                 | Eddie Byrne               | TBA                    | Antal László           | Bodor Tibor            | Lázadó tabornok. |
| Wedge Antilles                 | Denis Lawson              | Felföldi László        | Galbenisz Tomasz       | Mikula Sándor          | Lázadó pilóta. |
| Biggs Darklighter              | Garrick Hagon             | TBA                    | TBA                    | Galbenisz Tomasz       | Lázadó pilóta, valamint Luke gyerekkori barátja. |
| Cassio Tagge                   | Don Henderson             | Beregi Péter           | Dimulász Miklós        | TBA                    | Birodalmi tábornok. |
| Moradmin Bast                  | Leslie Schofield          | Józsa Imre             | Galambos Péter         | Dimulász Miklós        | Birodalmi parancsnok a Halálcsillagon. |
| Motti admirális                | Richard LeParmentier      | Balázsi Gyula          | Beratin Gábor          | Rosta Sándor           | Birodalmi admirális. |
| Jan Dodonna                    | Alex McCrindle            | Kaló Flórián           | Horkai János           | Horkai János           | Lázadó tábornok. |
| Dr. Evazan                     | Alfie Curtis              | Szacsvay László        | Varga Tamás            | Imre István            | Kocsmatöltelék, aki Ponda Babával együtt kötekedik Luke-kal.                                                                                          |
| Raymus Antilles                | Peter Geddis              | TBA                    | Zágoni Zsolt           | TBA                    | Lázadó kapitány. |
| Ügyetlen rohamosztagos         | Michael Leader            | Néma szereplő          | Néma szereplő          | Néma szereplő          | Egy rohamosztagos, aki arról híres hogy beverte a fejét az ajtóba.                                                                                    |
| Garindan ezz Zavor             | John Wayne (hangja)       | Eredeti hang           | Eredeti hang           | Eredeti hang           | Egy Kubaz fajba tartozó Birodalmi kém. |
| Wullf Yularen                  | Robert Clarke             | Néma szereplő          | Néma szereplő          | Néma szereplő          | Birodalmi ezredes. |
| Siward Cass                    | Patrick Jordan            | Néma szereplő          | Néma szereplő          | Néma szereplő          | Birodalmi tiszt. |

## Ihletadó művek
A filmet több mű is ihlette, s George Lucas elismerte, hogy tudatosan vett át egyes elemeket híres filmekből vagy könyvekből.

### Flash Gordon meghódítja az Univerzumot
Bevallása szerint (ld. a filmsorozat felújított video/DVD-változatához mellékelt interjút) az egész sorozat megalkotásához a Flash Gordon meghódítja az Univerzumot c. amerikai sci-fi-sorozatból merítette a fő ihletet és késztetést. Gyerekkorában a sorozat nagy rajongója volt.

### A rejtett erőd
Lucas elmondta, hogy Kuroszava Akira 1958-ban készült Rejtett erőd filmje nagy hatást tett rá. A hasonlóság a két farmer és a két beszélő droid között nyilvánvaló.

### Az angliai csata
A Halálcsillagon bemutatott jelenetek nagyon hasonlítanak Az angliai csata c. filmben látható jelenetekre, főleg amikor a kamera a pilóta arcát filmezi a kabinban és a rádiós beszélgetések a színek után elnevezett csapatok között.

### Dűne
A Tatuin bolygó nagyon hasonlít az Arrakis bolygóra Frank Herbert A Dűne című regényéből. A Mongo bolygó is sivatag-bolygó volt a Flash Gordon képregényben. Általában a Csillagok háborúja filmek azt a megszokott sci-fi irányt követték, hogy minden földi viszonynak megfelel egy bolygó, ennek megfelelően van sivatagbolygó, dzsungelbolygó, jégbolygó, lávabolygó stb.

### A zene
Lucas egy hangzatos zenei aláfestést akart a filmben a különböző karaktereknek, ugyanúgy, mint Richard Wagner operáiban. Több klasszikus darabot is összeszedett, hogy a film zeneszerzője John Williams rájöjjön, mit is akar, így a film zenéi eredeti klasszikus darabokra emlékeztetnek. A filmsorozat felújított DVD-változatához mellékelt interjúk szerint Williams főleg a Cápa filmek zenéinek köszönhette, hogy Lucas rá gondolt elsősorban, amikor a megfelelő zeneszerzőt kereste.

## A film megjelenése Magyarországon
A Csillagok háborúja a Mokép forgalmazásában került először a magyar mozikba 1979. augusztus 16-án, ekkor még csak feliratosan vetítették. Később készítettek hozzá szinkront, amelyet 1984 karácsonyán a Magyar Televízió a műsorára tűzött. Ez a szinkron (a mai napig is) klasszikusnak számít a Magyar Star Wars rajongók és filmkedvelők körében. 1992-ben a Guild Home Video megjelentette VHS kazettán a Csillagok háborúját az imént említett szinkronnal és egy csonkított eredeti kópiával. Ez a kiadvány kifejezetten a videótékákban volt fellelhető.
1995 októberében az InterCom Zrt. kiadta a trilógia "lakossági verzióját" a THX-es digitálisan felújított változatot, azonban erre a kazetta kiadványra már egy új "egységes" szinkront készítettek. 1997-ben pedig jött a díszdobozos, speciális VHS változat (kiadó: InterCom), mely már bővített jeleneteket tartalmazott, ez volt a Special Edition. Ebből kétféle változat is került a boltok polcaira. Az egyik (az arany dobozos) volt a szinkronos változat, melyen immáron egy harmadik magyar szinkron volt fellelhető, a másik (az ezüst) volt a feliratos, szélesvásznú verzió.
2000-ben még egy fehér díszdobozos VHS kiadvány is napvilágot látott, azonban ez a kiadás megegyezett a '97-es ezüst dobozos változattal. A Csillagok háborúját a 2000-es évek elején sugározta először az RTL Klub, kereskedelmi tv-csatorna. Itt már a speciális változatot vetítették a harmadik magyar szinkronnal. 2004-ben jelent meg először Magyarországon a Star Wars Trilógia DVD-n az InterCom kiadásában, amelyre már tökéletes kép- és hangminőség került. Azonban egyik magyar szinkron sem kapott helyet a DVD lemezeken, feliratot illesztettek a szélesvásznú kópiákra. 2011-ben megjelent a bluray kiadás, amelyhez az 1997-es szinkront használták fel. Ebben a filmben az eredeti első szinkronban szinkronizálta először Csernák János Harrison Fordot.
A film magyar címváltozatai:
- Csillagok háborúja – az 1993-ig forgalmazott kiadásokban, az 1997-es speciális változat VHS-borítóján, illetve az 1984-es és 1995-ös szinkron főcímének bemondott címe
- Csillagok háborúja – „Egy új remény” – az 1995-ös THX-kiadás VHS-borítóján
- Csillagok háborúja IV. epizód: Új remény – az 1997-es speciális változat szinkronjának bemondott címe
- Star Wars IV. rész: Egy új remény – a DVD- és bluray kiadások borítóján
- Star Wars IV. rész: Új remény – a 2015-ben az AXN és Viasat 3 által műsorra tűzött változat magyar feliratos bevezetőjében

## Fontosabb díjak és jelölések
Oscar-díj (1978)
- díj: legjobb látványtervezés – Leslie Dilley, Roger Christian, John Barry, Norman Reynolds
- díj: legjobb eredeti filmzene – John Williams
- díj: legjobb jelmeztervezés – John Mollo
- díj: legjobb vágás – Richard Chew, Marcia Lucas, Paul Hirsch
- díj: legjobb hang – Ray West, Bob Minkler, Derek Ball, Don MacDougall
- díj: legjobb vizuális effektusok – Richard Edlund, Grant McCune, Robert Blalack, John Stears, John Dykstra
- díj: speciális teljesítményért járó díj (hangeffektusok) – Ben Burtt („szörnyek, lények, robotok hangjainak létrehozásáért”)
- jelölés: legjobb film – Gary Kurtz
- jelölés: legjobb rendező – George Lucas
- jelölés: legjobb férfi epizódszereplő – Alec Guinness
- jelölés: legjobb eredeti forgatókönyv – George Lucas

Golden Globe-díj (1978)
- díj: legjobb eredeti filmzene – John Williams
- jelölés: legjobb filmdráma
- jelölés: legjobb férfi epizódszereplő – Alec Guinness
- jelölés: legjobb rendező – George Lucas

BAFTA-díj (1979)
- díj: legjobb filmzene – John Williams,
- díj: legjobb hang – Sam Shaw, Robert R. Rutledge, Gordon Davidson, Gene Corso, Derek Ball, Don MacDougall, Bob Minkler, Ray West, Michael Minkler, Les Fresholtz, Richard Portman, Ben Burtt
- jelölés: legjobb jelmeztervezés – John Mollo
- jelölés: legjobb vágás – Paul Hirsch, Marcia Lucas, Richard Chew
- jelölés: legjobb film
- jelölés: legjobb látványtervezés – John Barry

## Könyvváltozat
A film könyvváltozatát, bár első kiadásai minden nyelven Lucas neve alatt jelentek meg, Alan Dean Foster írta. A könyvváltozatban csak apró eltérések vannak a film cselekményétől, illetve olyan jelenetek – pl. Luke és Biggs Darklighter párbeszédei –, melyeknek a megvalósítása ugyan tervbe volt véve, de technikai okok vagy az időkorlátok miatt a filmből végül kimaradtak (a film speciális bővített újrakiadásain azonban láthatóak).